# Solid Base
A Solid Base svéd-norvég eurodance együttes. Alapító tagjai Thomas Nordin és Isabelle Heitman.

## Története
Az együttes énekesnője, Isabelle Heitman 1972-ben született Oslóban. Gyerekkora óta énekelt, 10 évesen pedig Göteborgba költözött, majd néhány év múlva Stockholmba. Itt tehetségkutató műsorokban vett részt. Ekkortájt kereste meg Pat Reiniz zenei producer, hogy énekeljen a Cool James and Black Teacher eurodance együttes albumán. A munkálatok során ismerkedett meg Niclas Lindberggel, aki beajánlotta őt a Solid Base formáció énekesnőjének.
A zenekar másik alapító tagja, a rapper Thomas Nordin (becenevén Teo T) 1971-ben született, gyerekkorát olyan helyeken töltötte felváltva, mint Szaúd-Arábia, Afrika vagy Indonézia. Miután visszatért Stockholmba, bekapcsolódott az egyre növekvő helyei könnyűzenei életbe, majd 1994-ben Jonas Eriksson és Mattias Eliasson producerekkel közösen megalapította a Solid Base együttest.
A duó első kislemeze 1994-ben jelent meg "Together" címmel, melyet további kislemezek követtek. Az együttes főleg Európa területén lett sikeres. 1996-ban jelent meg első albumuk, a Finally, melyen több sikeres dal is helyet kapott, pl. a "Mirror Mirror", a "You Never Know" vagy a "Let It All Be Sunshine". Két évvel később adták ki második nagylemezüket The Take Off címmel, melyen talán legismertebb daluk, a "Come'n Get Me" is hallható. A The Take Off Japánban is sikeres lett, a RIAJ 1998-ban aranylemez minősítéssel értékelte.
Harmadik albumuk 1999-ben került piacra Express címmel, míg a negyedik lemez, a Party Totale! 2001-ben jelent meg, Németországban. Utolsó albumuk 2002-ben látott napvilágot, és az In Action címet kapta. Ezt követően 2004-ben még megjelent egy válogatásalbum The Greatest Hits címmel. Ezután tevékenységük szünetelt.
2013-ban kerültek ismét reflektorfénybe egy paródiának köszönhetően, melyet Stuart Ashen humorista töltött fel a YouTube-ra, melyben egy műanyag liba énekli "I Like It" című dalukat. 2014-ben az együttes visszatért számos koncert erejéig, immáron Camilla Alvestaddal az énekesnői szerepkörben. 2015-ben és 2017-ben új kislemezzel is jelentkeztek ("Wet", valamint "We're Gonna Rock It!"). 2017-ben Alvestad távozott az együttesből, helyére Veronika Färestål érkezett, akit 2018-ban Jenny Redenkvist váltott.

## Diszkográfia

### Nagylemezek
- 1996 – Finally
- 1998 – The Take Off
- 1999 – Express
- 2001 – Party Totale
- 2002 – In Action
- 2004 – Greatest Hits

### Kislemezek
| 1994                     | "Together"                      | —  | — | —  | Finally      |
| 1994                     | "In Your Dreams"                | —  | — | —  | Finally      |
| 1995                     | "Mirror Mirror"                 | —  | 6 | —  | Finally      |
| 1995                     | "Stars in the Night"            | —  | — | —  | Finally      |
| 1996                     | "You Never Know"                | 12 | 4 | —  | Finally      |
| 1996                     | "Let It All Be Sunshine"        | 13 | — | —  | Finally      |
| 1997                     | "All My Life"                   | —  | — | —  | Finally      |
| 1997                     | "Fly to Be Free"                | —  | — | —  | Finally      |
| 1998                     | "Come'n Get Me"                 | 6  | — | —  | The Take Off |
| 1998                     | "Sunny Holiday"                 | —  | — | —  | The Take Off |
| 1999                     | "Ticket to Fly"                 | —  | — | 48 | The Take Off |
| 1999                     | "Once You Pop (You Can't Stop)" | —  | — | —  | Express      |
| 1999                     | "This Is How We Do It"          | —  | — | —  | Express      |
| 2000                     | "Push It"                       | —  | — | 53 | Express      |
| 2000                     | "Sha La Long"                   | —  | — | —  | Express      |
| 2000                     | "Come On Everybody"             | —  | — | —  | Express      |
| 2001                     | "I Like It"                     | —  | — | —  | In Action    |
| 2015                     | "Wet"                           | —  | — | —  | N/A          |
| 2017                     | "We're Gonna Rock It"           | —  | — | —  | N/A          |
| "—" nem ért el helyezést |                                 |    |   |    |              |

## Fordítás
- Ez a szócikk részben vagy egészben  a   Solid Base című angol Wikipédia-szócikk ezen változatának fordításán alapul.  Az eredeti cikk szerkesztőit annak laptörténete sorolja fel. Ez a jelzés csupán a megfogalmazás eredetét és a szerzői jogokat jelzi, nem szolgál a cikkben szereplő információk forrásmegjelöléseként.